# Ajakoshalfélék

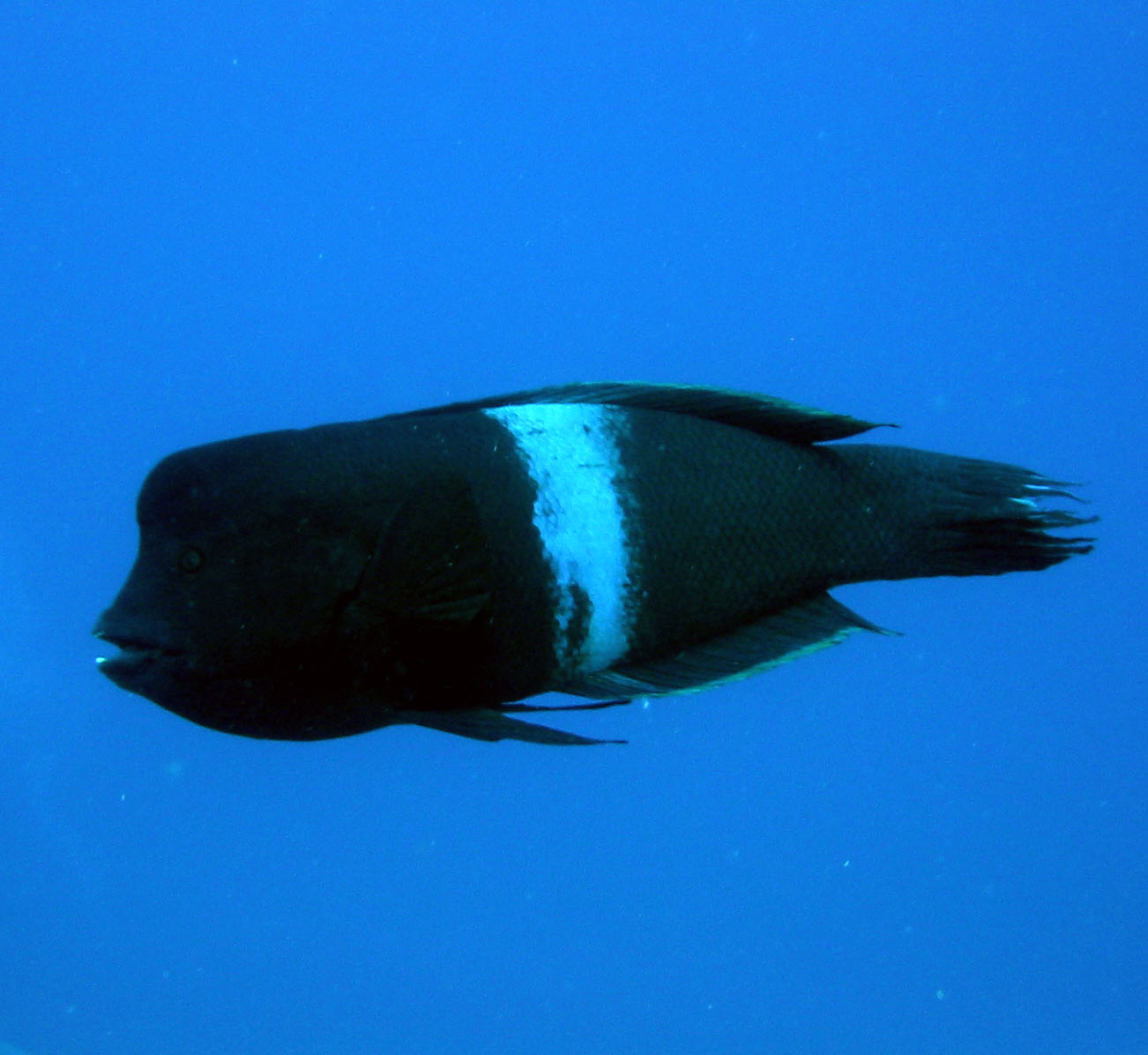
Coris aygula

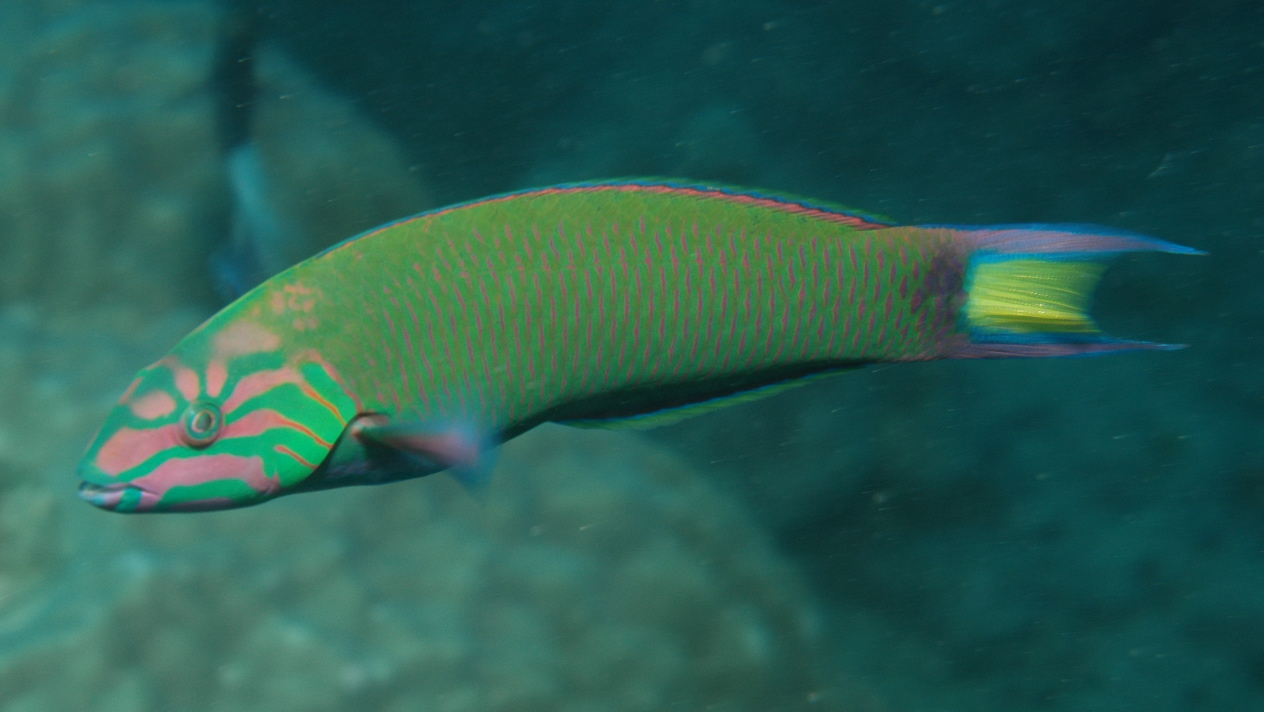
Thalassoma lunare

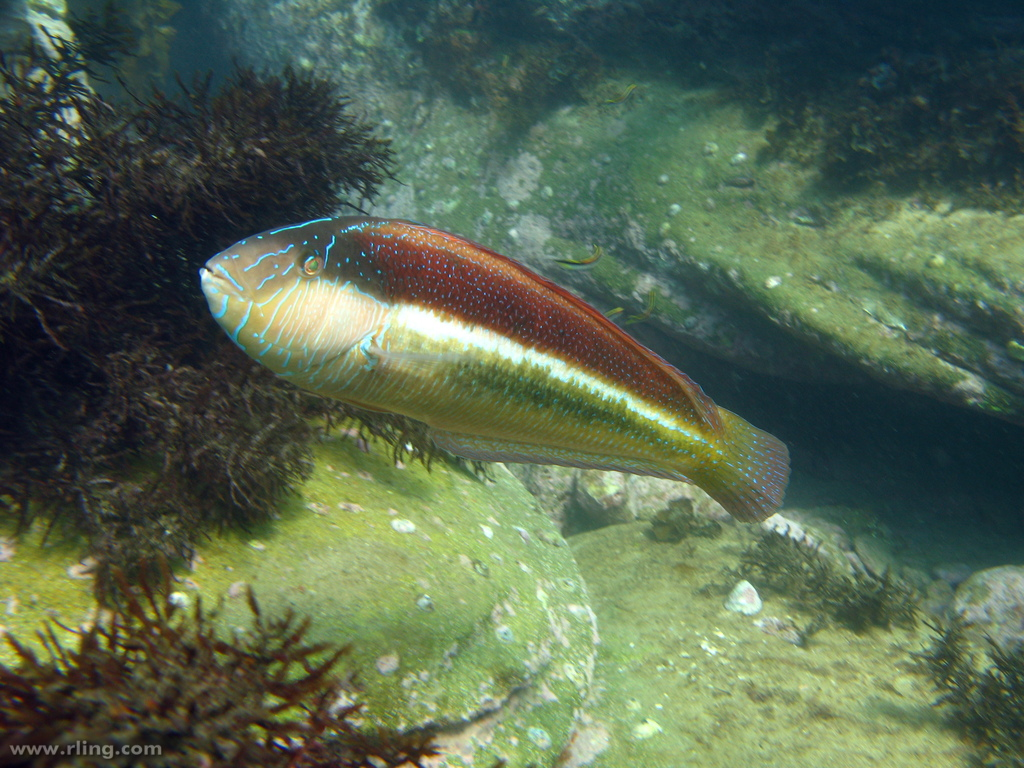
Ophthalmolepis lineolatus

Az ajakoshalfélék (Labridae) a sugarasúszójú halak (Actinopterygii) osztályának a sügéralakúak (Perciformes) rendjébe tartozó család.

## Rendszerezés
A családba az alábbi 71 nem tartozik:
- Acantholabrus - 1 faj
- Achoerodus - 2 faj
- Ammolabrus - 1 faj
- Anampses - 13 faj
- Anchichoerops - 1 faj
- Austrolabrus - 1 faj
- Bodianus - 42 faj
- Centrolabrus - 3 faj
- Cheilinus - 8 faj
- Cheilio - 1 faj
- Choerodon - 25 faj
- Cirrhilabrus - 45 faj
- Clepticus - 3 faj
- Conniella - 1 faj
- Coris - 27 faj
- Ctenolabrus - 1 faj
- Cymolutes - 3 faj
- Decodon - 4 faj
- Diproctacanthus - 1 faj
- Doratonotus - 1 faj
- Dotalabrus - 2 faj
- Epibulus – 2 faj
- Eupetrichthys – 1 faj
- Frontilabrus – 1 faj
- Gomphosus – 2 faj
- Halichoeres – 80 faj
- Hemigymnus – 3 faj
- Hologymnosus – 4 faj
- Iniistius – 9 faj
- Labrichthys – 1 faj
- Labroides – 5 faj
- Labropsis – 6 faj
- Labrus – 4 faj
- Lachnolaimus
- Lappanella
- Larabicus
- Leptojulis
- Macropharyngodon
- Malapterus
- Minilabrus
- Nelabrichthys
- Notolabrus
- Novaculichthys
- Novaculops
- Ophthalmolepis
- Oxycheilinus
- Oxyjulis
- Paracheilinus
- Parajulis
- Pictilabrus
- Polylepion
- Pseudocheilinops
- Pseudocheilinus
- Pseudocoris
- Pseudodax
- Pseudojuloides
- Pseudolabrus
- Pteragogus
- Semicossyphus
- Stethojulis
- Suezichthys
- Symphodus
- Tautoga
- Tautogolabrus
- Terelabrus
- Thalassoma
- Wetmorella
- Xenojulis
- Xiphocheilus
- Xyrichtys